# Jessica Ennis
Jessica Ennis-Hill (Sheffield, 1986. január 28. –) olimpiai és világbajnok brit atléta.

## Pályafutása
2005-ben hétpróbában megnyerte a junior Európa-bajnokságot. Harmadik helyen végzett a 2006-os Nemzetközösségi Játékokon hétpróbában. 2007-ben az oszakai világbajnokságon 4. helyezést ért el 6469 ponttal egyéni csúcsát megjavítva. A pekingi olimpián sérülés miatt nem tudott részt venni. Berlinben 6731 pontot gyűjtve lett bajnok a német Jennifer Oeser és a lengyel Kamila Chudzik előtt. 2010-ben Európa-bajnoki és egyéni csúccsal, 6823 ponttal lett a kontinens legjobbja. A 2011-es tegui világbajnokságon ezüstérmet szerzett az orosz Tatyjana Csernova mögött. 2012. május 27-én új brit csúcsot ért el hétpróbában 6906 ponttal, megdöntve Denise Lewis 2000-ben felállított rekordját. Ugyanebben az évben a londoni olimpián megnyerte a női hétpróbát 6955 ponttal, tovább javítva a brit csúcsot.

## Díjai, elismerései
- az év európai utánpótláskorú atlétanője (2007)[7]
- az év brit atlétanője (2009)[8]
- az év európai atlétanője (2012)[9]

## Egyéni legjobbjai
- 100 méter – 11,85
- 200 méter – 22,83
- 800 méter – 2:07,81
- 100 méter gát – 12,54
- Magasugrás – 1,95 méter
- Súlylökés – 14,67 méter
- Távolugrás – 6,51 méter
- Gerelyhajítás – 47,49 méter
- Hétpróba – 6955 pont

## Magánélete
2013 május 18.-án házasságot kötött gyerekkori szerelmével Andy Hillel. 2014 július 17.-én megszületett közös gyermekük Reggie.